# Enzo Pérez
Enzo Nicolás Pérez Seguí, född 22 februari 1986 i Maipú, Argentina, är en argentinsk fotbollsspelare som spelar som mittfältare för den argentinska klubben Estudiantes.
Pérez spelade för Argentinas fotbollslandslag under åren 2009-2018.

## Meriter

### Godoy Cruz
- Primera B Nacional: 2005/2006

### Estudiantes
- Copa Libertadores: 2009
- Primera División de Argentina: 2010/2011

### Benfica
- Primeira Liga: 2013/2014
- Portugisiska cupen: 2013/2014, tvåa 2012/2013
- Portugisiska Ligacupen: 2013/2014
- Uefa Europa League: tvåa 2012/2013 och 2013/2014